# Phaedyma kathmandia
Phaedyma kathmandia är en fjärilsart som beskrevs av Fujioka 1970. Phaedyma kathmandia ingår i släktet Phaedyma och familjen praktfjärilar. Inga underarter finns listade i Catalogue of Life.